# 达格·哈马舍尔德
达格·亚尔马·昂内·卡尔·哈马舍尔德（瑞典語：Dag Hjalmar Agne Carl Hammarskjöld，瑞典語發音：[ˈdɑːɡ ˈhâmːarˌɧœld] ⓘ；1905年7月29日—1961年9月18日），瑞典外交家和作家，从1953年4月到逝世前担任联合国秘书长。他於1954年起接替其父親獲選為瑞典學院成員第17席，並於1961年獲追授諾貝爾和平獎。哈馬舍爾德在前往停火談判途中墜機身亡，是迄今唯一一位在任內過世的聯合國秘書長。

## 早年
哈馬舍爾德出生於瑞典延雪平市，童年主要是在乌普萨拉度过的，父亲亚尔马·哈马舍尔德是1914年到1917年间的瑞典首相。他是六个孩子中的第四个。他的家族从17世纪开始就为瑞典王室服务。他在乌普萨拉大学读书，获得政治经济学硕士和法学学士学位，此后移居斯德哥尔摩。
1930年到1934年，任瑞典政府关于失业问题的委员会的秘书。1933年在斯德哥尔摩大学获博士学位。1936年任瑞典國家銀行的秘书，此后不久任財政部副大臣。1941年到1948年任瑞典國家银行主席。
1945年初，被任命为瑞典内阁的财政经济问题顾问，协调执行政府减轻战后经济问题的计划。
1947年，进入瑞典外交部，是参加在巴黎召开的关于马歇尔计划的瑞典代表之一，1948年再赴巴黎参加经济合作与发展组织的大会，1949年成为瑞典外交部秘书长。1951年被任命为内阁的一个不管部大臣，实际上代理外交大臣。虽然哈马舍尔德参加的內閣是由瑞典社会民主党主導的，但他本人并没有参加任何政治党派。父亲死后，1954年12月20日他獲选入瑞典學院替補他的席位。1951年担任在巴黎举行的联合国大会的瑞典代表团副团长，1952年担任纽约联合国大会瑞典代表團團長。

## 聯合國秘書長

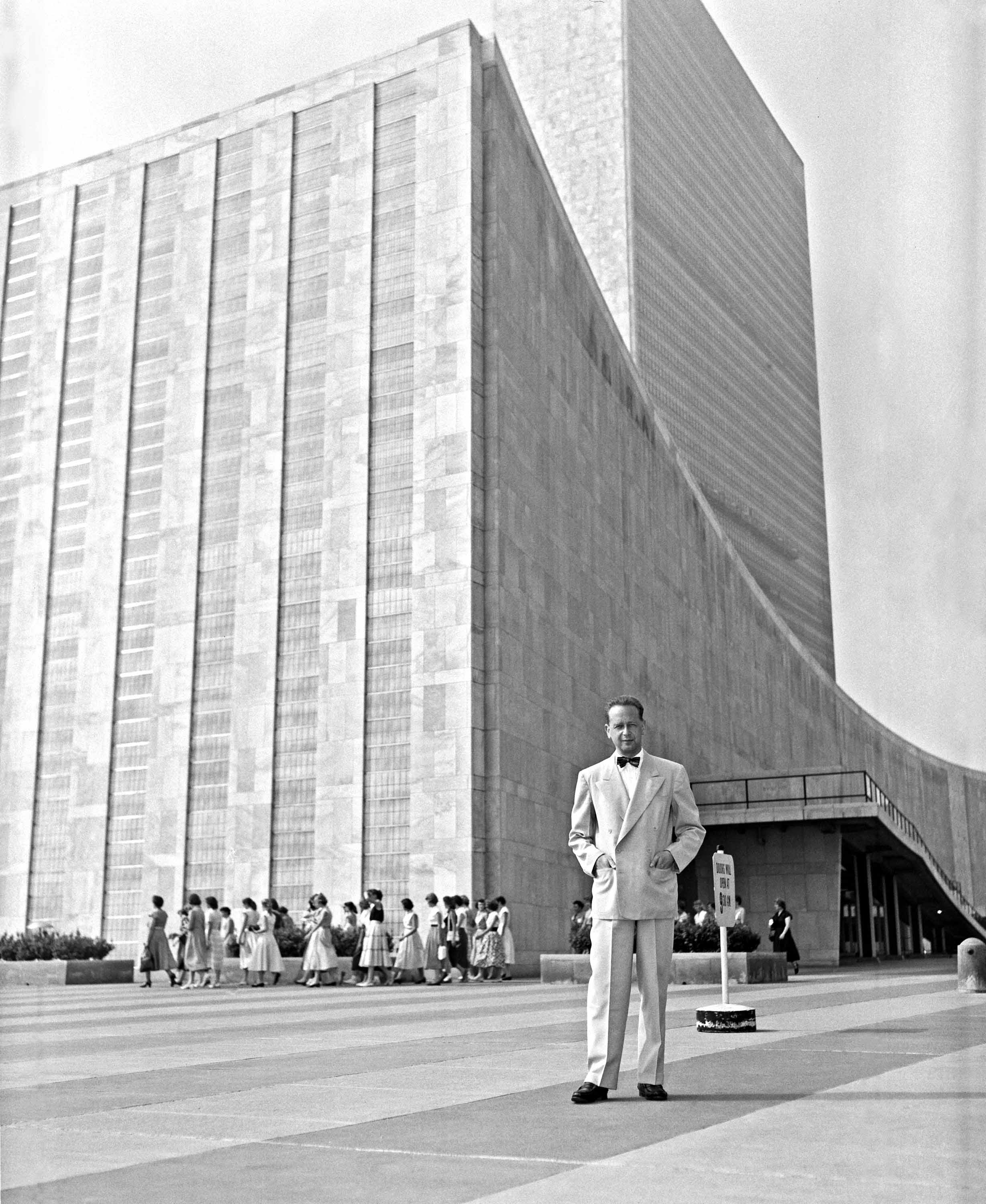
哈馬舍爾德於紐約聯合國總部外留影（照片：UN/DPI）

1953年联合国秘书长赖伊辞职后，联合国安全理事会决定提名哈马舍尔德继任，这个决定对哈马舍尔德来说相当意外。3月31日安理会的11个国家以10票选举他为被提名人，在4月7日到10日的联合国大会上哈马舍尔德以57票（共60个国家）的多数当选。1957年他以全票再次当选。
哈马舍尔德就任后，开始建立由4,000名管理人员组成的秘书处，并建立了一套体系来确定每个人的责任范围。他致力於改善聯合國的工作環境，例如他親自計劃和監督在聯合國總部內建造一个默思室的工程，以提供一個安靜之處讓联合国工作人员可不分宗教信仰地思索个人問題。
在任期间，他试图改善以色列同阿拉伯国家的关系。1956年他赴中华人民共和国商讨释放朝鲜战争中被俘的15名美国飞行员的问题，同年他建立了联合国紧急部队并参與解决匈牙利十月事件。1957年他参與解决苏伊士运河危机。
1960年，刚独立的剛果共和國（利奧波德維爾）（以下簡稱“剛果（利）”）呼吁联合国帮助解决该国不断升高的内战危机。哈马舍尔德四次赴刚果。这次行动给他带来了诸多争议，蘇聯政府認為哈馬舍爾德推動非洲去殖民地化的努力不足；1960年9月苏联宣布撤出其派出的维持和平的联合国维和部队，并要求哈马舍尔德辞职，将联合国秘书长职位交由三人组成的集团代替。根據蘇聯領導人赫魯曉夫的回憶錄，苏联這樣做是為了「公平地代表三組國家：資本主義、社會主義和最近獨立的國家」。哈馬舍爾德拒絕了盧蒙巴要他迫使加丹加省重回剛果（利）的要求，盧蒙巴乃改向蘇聯求助。

## 空难身亡

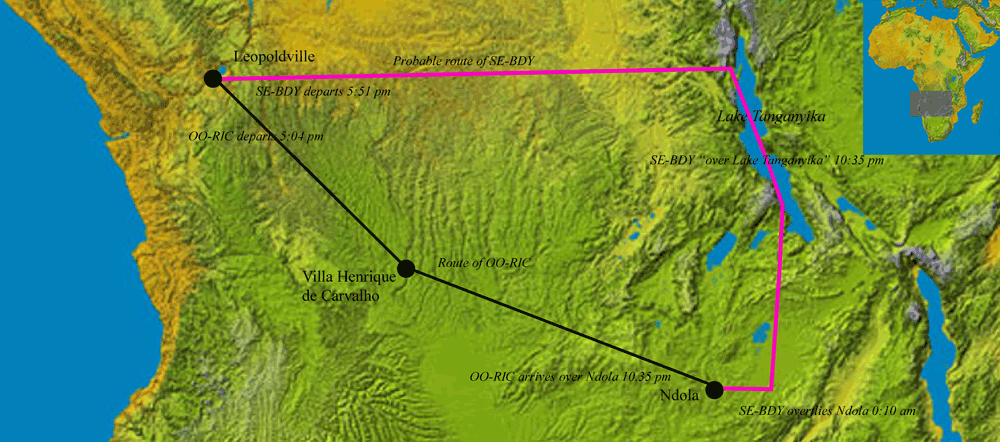
哈馬舍爾德（粉紅色線）和替身（黑色線）的飛行路線

1961年9月非作战的联合国维和部队与莫伊茲·沖伯的加丹加國军队之间发生冲突。9月18日夜，哈马舍尔德乘坐道格拉斯DC-6飞机去参加停火谈判，该飞机在北羅德西亞（今赞比亚）恩多拉附近坠毁，与他同时殉职的还有15名陪同和机组人员。出於保安理由，機組在出事之前並沒有公佈飛行路線，而用作替身的飛機則採用完全不同的路線飛行。
墜機事故發生後，聯合國發表的特別報告指出，事故前一晚約凌晨1時空中曾出現一道強光。該報告显示，這一空中強光引發了搜索和營救。初步證據顯示墜機事故可能是人為的。長久以來都有人推測秘書長其實是被暗杀的，官方也以此方向展開調查。
墜機遺址豎立了哈馬舍爾德的紀念碑。該紀念碑在世界遺產考慮名單上。剛果（利）的總理表示：「……為了悼念這位已逝去的偉人及其同僚──西方金融強國手下的遇難者……政府宣告1961年9月19日星期二為全國哀悼日。」

### 官方調查
哈馬舍爾德身亡後，各方對墜機事故進行了三次調查，包括羅德西亞調查局、羅德西亞偵察委員會和聯合國調查委員會。
羅德西亞調查局在英國中校M.C.B. Barber指揮下，查核1961年9月19日至11月2日發生的事。羅德西亞偵察委員會在沒有聯合國監督下，在1962年1月16日至29日舉行了聆訊。後來，聯合國調查委員會在1962年舉行了一連串聆訊，部分採用了羅德西亞之前兩次調查的證供。新任聯合國秘書長吳丹委派了五名「知名人士」進入調查委員會，委員會成員一致推舉尼泊爾外交官Rishikesh Shaha主理調查。
三次官方調查均無法找到墜機事故的起因。羅德西亞調查局派出180人搜索哈馬舍爾德最後飛行路線的6平方公里範圍，試圖找出墜機事故的起因，但找不到炸彈、地對空導彈或劫機的證據。官方報告指出兩名瑞典侍衛身上帶有幾道子彈傷痕。聯合國報告引用羅德西亞調查局的醫療檢驗指出，傷口很淺，而且子彈沒有膛線。他們因此歸納得出結論稱，子彈因起火而在侍衛附近爆炸。飛機殘骸沒有發現被人動了手腳的痕跡。
調查不再考慮先前關於空中強光的說法，因為它出現得太晚，不足以引起墜機。聯合國報告推測這些光線可能是由墜機的第二次爆炸引起。惟一的倖存者Harold Julian指出，墜機前一刻，哈馬舍爾德曾大喊，要求飛機立刻調頭，隨後飛機就發生一連串爆炸。官方調查發現與Julian交談過的證人證供與這說法不吻合。
報告指出，搜索和營救曾多次受到阻延。過程中分別出現三次阻延：第一次阻延了可能顯示飛機不利情況的初步警報；第二次阻延了「遇險」警報，該警報顯示與附近飛機的通話指出有一架失蹤飛機沒有降落；第三次阻延了搜查、營救和發現殘骸。醫療檢查報告並不一致，其中一份指出哈馬舍爾德當場身亡，另外一份指出若搜救及時，哈馬舍爾德有機會生還。報告也指出若加緊搜救，Julian在事故生還的機會會大幅提升。

### 其他推測
雖然多次官方調查都沒有找到行刺的證據，一些人仍然相信哈馬舍爾德之死並非意外。
據說，美國總統杜魯門曾經表示：「他們殺死他的時候，達格·哈馬舍爾德即将完成那件事。注意我說的話，『他們殺死他的時候』。」
哈馬舍爾德身亡時，西方情報部門正積極參與剛果的政治。比利時和美國因為加丹加省豐富的鈾礦，支持加丹加省分離為加丹加國，而哈馬舍爾德藉此次出訪，密會剛果叛軍首領，期望藉由調解，使剛果和平統一，但這有損西方國家的利益。此外比利時和英國在剛果擁有既得利益，他們藉剛果獨立之際控制了該國銅業，並希望保持控制權。銅業國有化可能提供了除掉盧蒙巴和哈馬舍爾德的金錢誘因。
英國官員參與指揮初步調查，並得知有關飛機和遺體狀況，有人指出英國有利益衝突。官方報告排除掉的一些證供，可能會支持哈馬舍爾德遇刺的觀點。其中一些是有爭議的，例如子彈傷痕可能是由起火爆炸的子彈引起的結論受到專家測試的質疑。專家指出子彈爆炸不會擦穿皮膚表面。彈道學權威C. F. Westell少校說：「我可以肯定說，那個關於在火中爆炸的機槍或手槍子彈刺穿身體的說法，純屬無稽之談。」他提出證據說，大規模實驗已經確保在軍用品倉庫工作的軍火旅不會受到危險。瑞典專家做了實驗，顯示即使子彈加熱至爆炸點，其速度仍不足以穿過其容器。
時任英國駐埃塞俄比亞大使Denis A H Wright爵士在1961年年報中提及哈馬舍爾德之死和英國拒絕埃塞俄比亞軍機參與聯合國任務之間的關連。英國拒絕埃塞俄比亞軍機在恩德培降落和飛越英國屬地前往剛果，該禁令在哈馬舍爾德死後解除。英國外交部留意到他的評論，寫道英國沒有不可告人的秘密，並提議年報的最後官方打印版本刪去Wright的評論。
1998年8月19日，南非真相與和解委員會主席圖圖大主教指出，最近發現的信件顯示英國軍情五處、美國中央情報局和當時的南非情報部門與墜機事故有關。委員會的一封信件說，飛機的一個輪子上放置了炸彈，當輪子為準備飛機著陸而降下時便會引爆炸彈。圖圖說他們無法調查信件的真相，也無法調查對南非和西方情報部門參與墜機事故的指控。英國外交部表示，這些證據可能是由蘇聯製造的誤報或假情報。
2005年，挪威少將Bjørn Egge接受《晚報》訪問，談及哈馬舍爾德之死前後發生的事。Egge是首名視察哈馬舍爾德遺體的聯合國官員。Egge說遺體前額有個洞，而這個洞在遺體照片中被抹去。Egge認為哈馬舍爾德被拋出機艙，而他手中的草和葉表示他在墜機中生還，並試圖爬離飛機殘骸。Egge沒有直接指出傷口是槍傷造成。
利比亞的卡扎菲上校在2009年9月23日舉行的第64屆聯合國大會會議上發言，呼籲利比亞籍聯合國大會主席阿里·圖里基展開聯合國調查，查明在1960年被推翻的剛果共和國總理盧蒙巴和聯合國秘書長哈馬舍爾德被刺殺的真相。
據瑞典救援人員Göran Björkdahl訪問的幾名目擊者称，哈馬舍爾德是被另一架飛機擊落的。

## 榮譽
1961年哈馬舍爾德生前獲提名諾貝爾和平獎，並於同年死後獲追授。
渥太華卡爾頓大學於1954年向哈馬舍爾德頒授法學博士，这是該校有史以來頒發的首個榮譽學位。該校也向其後每位聯合國秘書長頒發榮譽學位。除卡爾頓大學外，向哈馬舍爾德頒授榮譽學位的大學包括：英格蘭牛津大學；美國哈佛大學、耶魯大學、普林斯頓大學、哥倫比亞大學、賓夕凡尼亞大學、安默斯特學院、約翰·霍普金斯大學、加利福尼亞大學、俄亥俄大學；瑞典烏普薩拉大學；加拿大麥基爾大學。

## 身後

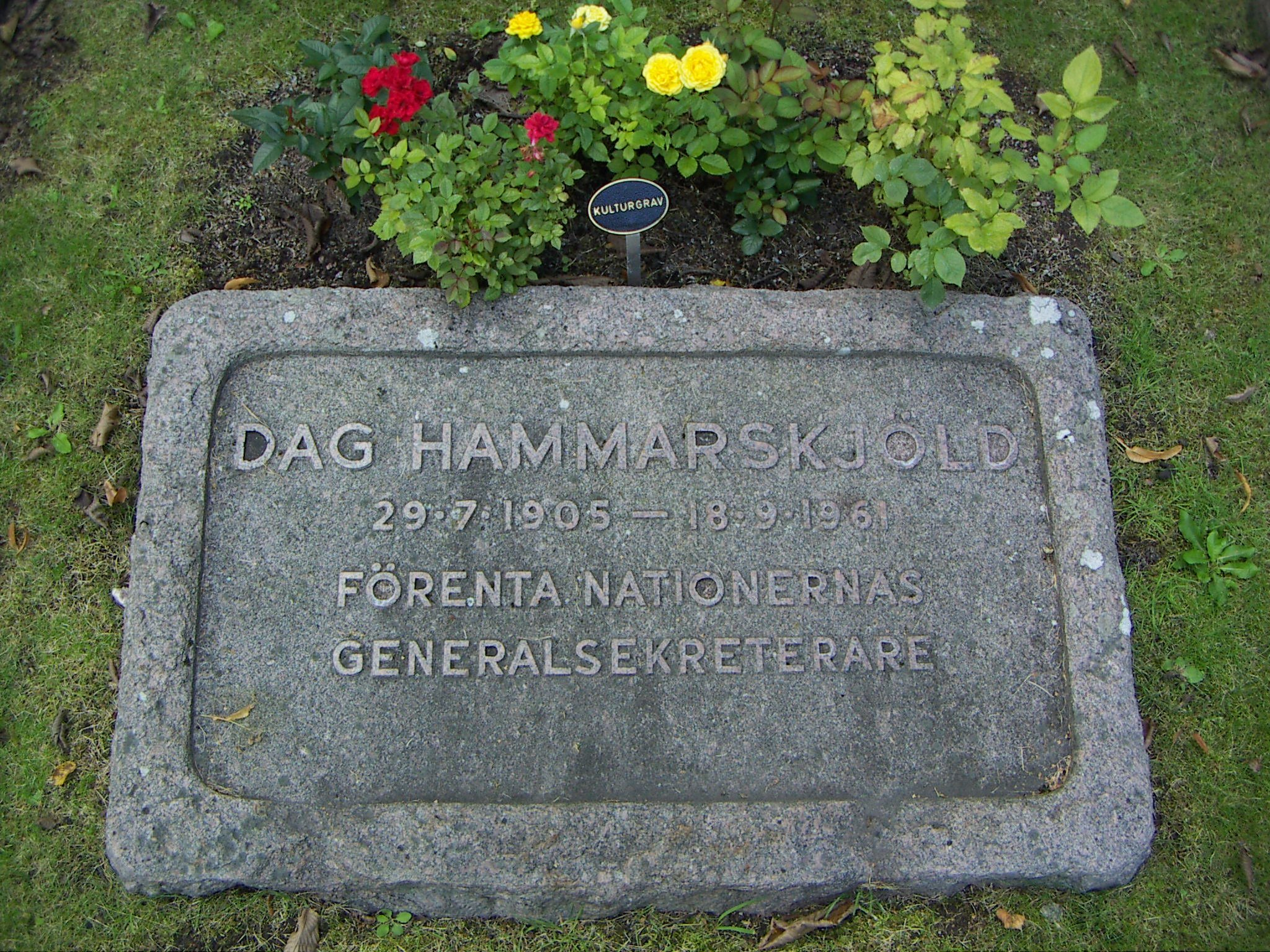
哈馬舍爾德於烏普薩拉的墓碑

美國總統約翰·F·甘迺迪表示後悔曾經反對聯合國的剛果政策，並說：「我現才發覺跟他相比，我只是個小人物。他是本世紀最偉大的政治家。」
《金融時報》2011年的報導指出，哈馬舍爾德是評價其繼任人的標杆。
歷史學家：
- 保羅·甘迺迪在《人類議會》（The Parliament of Man）書中讚揚哈馬舍爾德，稱他比其繼任人更善於作重大決定，可算是最偉大的秘書長。
- 保羅·約翰森則在《1917年至1980年代現代史》（A History of the Modern World from 1917 to the 1980s）書中對甘迺迪的判斷大加批判。

圖書館：

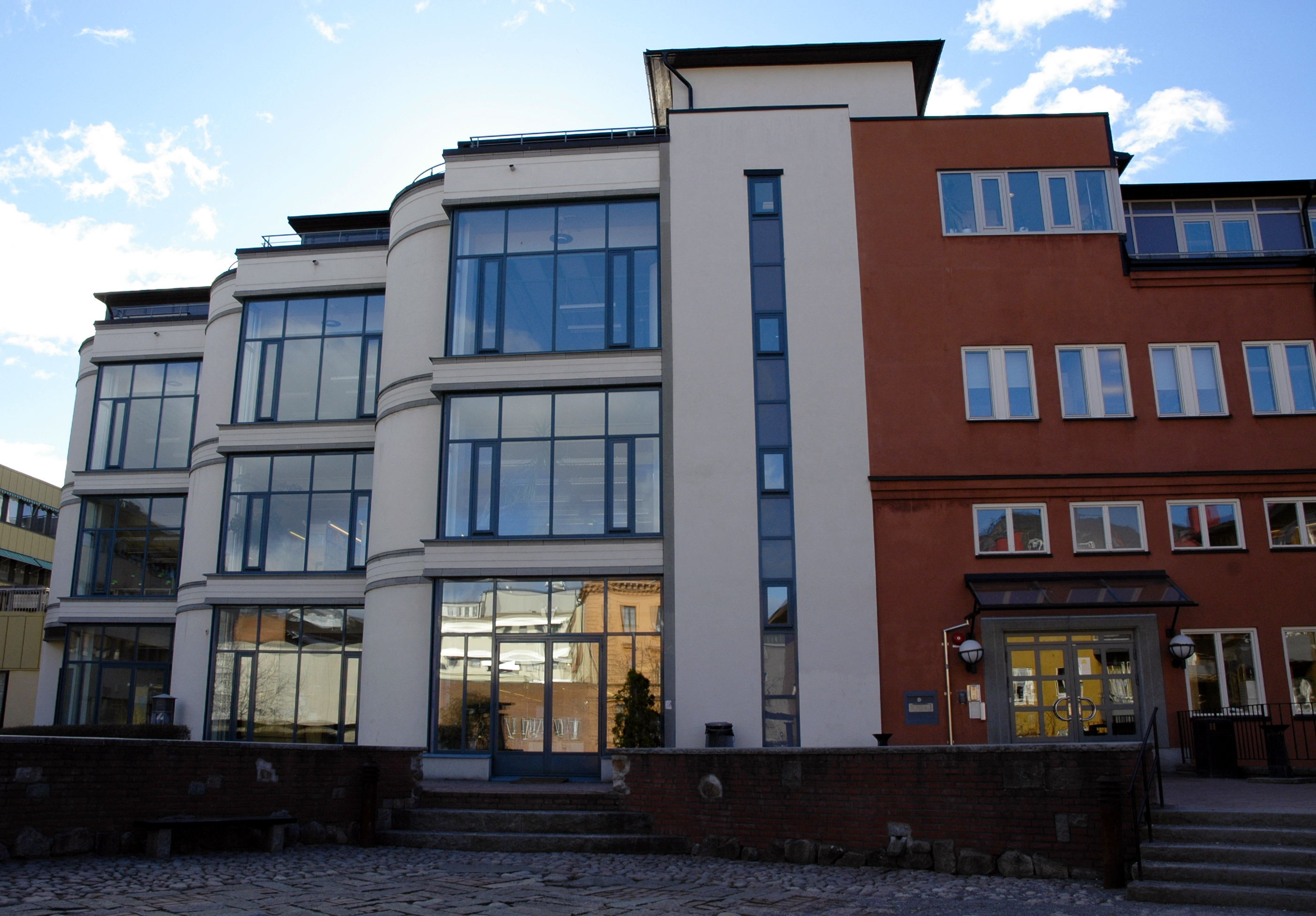
烏普薩拉大學的達格·哈馬舍爾德圖書館

- 1961年11月16日，聯合國總部的一個圖書館重命名為達格·哈馬舍爾德圖書館（英语：Dag Hammarskjöld Library），以紀念已故秘書長。
- 哈馬舍爾德母校烏普薩拉大學也有一所達格·哈馬舍爾德圖書館。

建築物和房間：
- 美國紐約哥倫比亞大學的國際及公共關係學院設有達格·哈馬舍爾德會客廳，而其研究院專門研究哈馬舍爾德的國際和平合作的原則。
- 史丹福大學的達格·哈馬舍爾德樓是供史丹福大學對國際關係感興趣的本科生和研究生入住的宿舍[25]。
- 在哈馬舍爾德墜機遺址附近的贊比亞恩羅比，主要足球場是達格·哈馬舍爾德體育館。

街道：
- 瑞典烏普薩拉最長的街道名為達格·哈馬舍爾德大街，其他城市也有街道以他命名。
- 丹麥哥本哈根和奧爾堡都有達格·哈馬舍爾德大街。
- 美國福音信義會的聖人曆上，9月18日是和平締造者哈馬舍爾德日。

學校：
- 在美國新澤西州、康涅狄格州、俄亥俄州和加拿大安大略省，都有學校以達格·哈馬舍爾德命名。

基金會：
- 1962年，瑞典成立達格·哈馬舍爾德基金會以紀念哈馬舍爾德[26]。

紀念獎項：
- 1997年7月22日，聯合國安理會1121號決議成立了達格·哈馬舍爾德獎，以認可和紀念在聯合國維持和平任務中喪生的人[27]。
- 漢密爾頓市柯蓋德大學和平與衝突學系每年向最傑出學生頒授「達格·哈馬舍爾德和平與衝突學獎」[28]。

貨幣：
- 瑞典國家銀行宣布，瑞典最高面額的1,000克朗紙幣上將會使用哈馬舍爾德的肖像，取代帶領瑞典獨立的古斯塔夫·瓦薩國王[29]。

## 外部連結
- 聯合國第二任秘書長達格·哈馬舍爾德 （页面存档备份，存于）

| 联合国系统职务                | 联合国系统职务                                    | 联合国系统职务 |
| ----------------------------- | ------------------------------------------------- | -------------- |
| 前任： 特吕格韦·赖伊 （辞职） | 联合国秘书长 1953年4月－1961年9月（飞机失事殉职） | 繼任： 吴丹    |